# De leukste liedjes van Bassie & Adriaan
De leukste liedjes van Bassie & Adriaan is een videoband van de serie Bassie en Adriaan uit 1993. Een heruitgave verscheen in 1997 onder de titel De top 10 van Bassie & Adriaan. Op 9 april 2018 werd de film op het YouTube-kanaal van het duo geplaatst.
De film bestaat uit een compilatie van liedjes uit de televisieseries. Voor de film zijn speciale aan- en afkondigen in het caravan-decor opgenomen, net zoals bij 10 jaar Bassie & Adriaan (1987) en Feest met Bassie & Adriaan (1992).
De liedjes Lachen, Lachen Lachen, Mac Bassie, Het alfabet, en De trainer waren bij het uitkomen van deze film niet eerder op VHS verschenen.

## Liedjes
- Lachen, lachen, lachen
- Het orkest
- Kinderdisco
- Mac Bassie
- Het alfabet
- Kapitein Bassie
- Engelse les
- Spaanse les
- De trainer
- Duitse les